# Midship (chaloupe)
Midship est une chaloupe à vapeur d'origine anglaise.
Son immatriculation est : DZE 29977, (quartier maritime de Douarnenez).
Il a obtenu le label BIP (Bateau d'Intérêt Patrimonial)  par la Fondation du patrimoine maritime et fluvial en 2011.

## Histoire
Cette chaloupe a été rachetée à l'état d'épave sur le site Ebay.UK. C'est une coque de canot de pêche à bordages à clin en acajou, elle était précédemment équipé d'un moteur à pétrole, non présent lors de l'achat.
Elle a été restaurée puis équipée d'une machine à vapeur Stuart 6A de 4 ch et d'une chaudière à tube d'eau de type Blackstaff. Elle est alimentée en bois ou en charbon.
Sa remise à l'eau a eu lieu en juillet 2010 à Minihic-sur-Rance.
Midship participe à différentes fêtes maritimes ; Les Tonnerres de Brest 2012 et Brest 2016...